# Peceskî, Hmelnîțkîi
Peceskî (în ucraineană Печеськи) este localitatea de reședință a comunei Peceskî din raionul Hmelnîțkîi, regiunea Hmelnîțkîi, Ucraina.

## Demografie
Componența lingvistică a localității Peceskî
     Ucraineană (99,25%)
     Alte limbi (0,5%)
Conform recensământului din 2001, majoritatea populației localității Peceskî era vorbitoare de ucraineană (99,25%), existând în minoritate și vorbitori de alte limbi.